# Land Grid Array

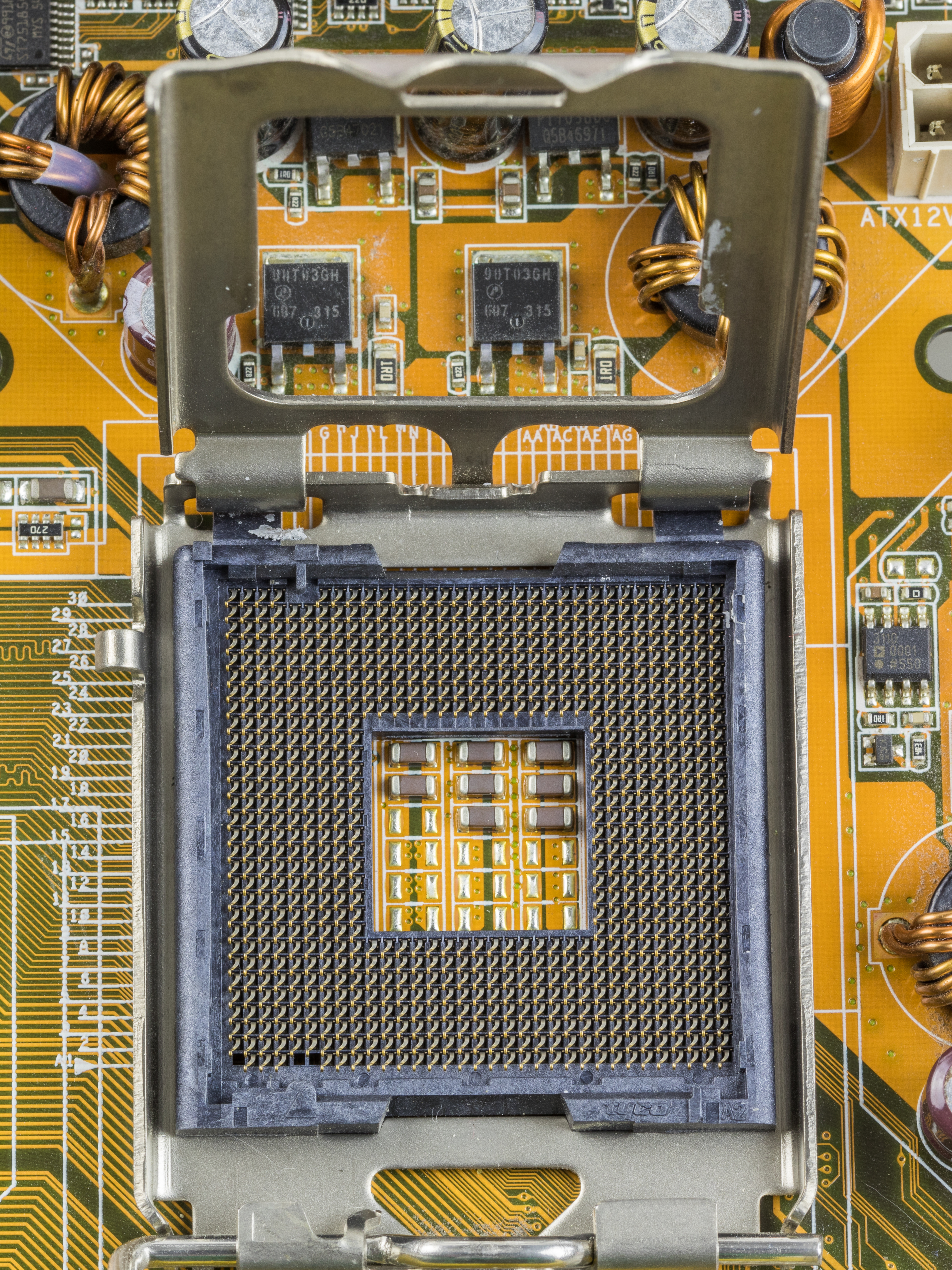
LGA 775, en processorsockel som använder LGA.

Land Grid Array (ofta förkortat till LGA) är en typ av ytmontering för integrerade kretsar, där en av de mer avvikande egenskaperna är att kontakterna sitter på mönsterkortet, inte kretsen. En LGA krets kan anslutas till mönsterkortet antingen genom en sockel eller genom att lödas fast på mönsterkortet. På den stationära datormarknaden är Intel det enda företag som producerar x86 processorer med LGA kontakter.